# Oratorio di San Giovanni Nepomuceno
L'oratorio di San Giovanni Nepomuceno è una chiesa sussidiaria della parrocchia di Bolca, ubicata ai Cracchi, contrada del Comune di Vestenanova in provincia e diocesi di Verona; fa parte del vicariato dell'Est Veronese, precisamente dell'Unità Pastorale Illasi - Tregnago - Vestene.

## Storia
L’antica contrada dei Cracchi, anticamente chiamata Vulpiana Superiore (da non confondere con l’attuale contrada Volpiana, nel Comune di Crespadoro), assieme ad altre contrade vicine formava il cosiddetto “Colonnello dei Cracchi”, zona molto abitata e sede notarile dal XVIII secolo.
Nell’agosto 1735 gli abitanti dei Cracchi, per mano di Giovanni Cracco e Matteo Dalla Riva, inoltrarono al Vescovo di Verona Giovanni Bragadin (o Bragadino) una supplica chiedendo il permesso di costruire a proprie spese un oratorio pubblico perché la strada che portava alla chiesa parrocchiale di Bolca era talvolta non percorribile nelle stagioni più fredde a causa della neve e del ghiaccio. Inoltre, facevano conoscere al futuro Patriarca di Venezia di essere d’accordo con il parroco e di aver ottenuto anche l’assenso del doge della Serenissima Alvise Pisani.
Nell’attesa della risposta da Verona, il 30 settembre 1736 Giovanni Cracco donò il terreno per l’oratorio e tutti gli abitanti del Colonnello si impegnarono a pagare una quota per la chiesetta e il suo mantenimento, accordando maggiori diritti per Giovanni Cracco (la chiave e due banchi).

Il Vicario foraneo e il cancelliere vescovile fecero i controlli del caso ed il parroco di Bolca, don Paolo Peroni, diede il suo assenso alla costruzione a patto che le offerte raccolte dal sacerdote celebrante andassero consegnate a lui e ai suoi successori.
Il 25 settembre 1737 il Vescovo Bragadin diede la licenza per la costruzione e il Vicario foraneo benedì la prima pietra.

Quattro anni dopo, il 13 ottobre 1741, Giovanni Cracco scrisse al Vescovo lamentando come gli abitanti del Colonnello non avessero mantenuto il loro impegno, tanto che la spesa di costruzione, assai dispendiosa, fu sostenuta solo da lui. Nella stessa missiva viene richiesta la facoltà di far celebrare la Santa Messa nell’oratorio e di ottenere la proprietà e la giurisdizione sull’edificio.

Il Cracco chiese un aiuto economico al fratello, don Giovanni Maria, in quel tempo a Sirmione, ed entrambi si recarono a Verona presso la cancelleria vescovile. Il 23 ottobre 1741, alla presenza di un notaio e del parroco di Bolca, si stese un atto notarile che definì i diritti sul luogo di culto e l’intitolazione a San Giovanni Nepomuceno in onore del nome dei due fratelli.

Il giorno successivo il Vicario generale della Diocesi di Verona autorizzò la celebrazione della Santa Messa.
Il primo Vescovo a visitare l’oratorio dei Cracchi fu Nicolò Giustinian (o Giustiniani) durante la visita pastorale, il 13 maggio 1765. Rilevò la presenza di un unico altare e la presenza di un sacerdote, don Giacomo Cracco.
Negli anni Trenta del Novecento il luogo di culto fu ampliato in lunghezza e sopraelevato, mentre alla seconda metà degli anni Sessanta risale la cappella laterale sul fianco orientale del presbiterio.

## Descrizione

### La facciata
La facciata a capanna è piuttosto semplice, con portale rettangolare, a cui si accede tramite una scalinata, due lesene e timpano triangolare.

Al centro della facciata si apre una finestra ad oculo, mentre quattro finestre a lunetta, due per lato, danno luce all’interno.

### Interno
L’oratorio presenta un’unica navata rettangolare, con controsoffitto piano.

Alle pareti sono collocati i quadri della Via Crucis.
Il presbiterio è a pianta quadrangolare, rialzato di due gradini e di larghezza di poco ridotta rispetto alla navata, è coperto da una volta a botte con decorazione a cassettoni.

Sul fondale piatto del presbiterio, sopra il tabernacolo, una nicchia contiene la statua di San Giovanni Nepomuceno, con ai lati due capitelli che sostengono le statue del Cristo e della Madonna con Bambino.
Una cappellina a pianta rettangolare è presente sul lato orientale del presbiterio, di un gradino più bassa rispetto ad esso e alla navata.

## Campanile e campane
Il campanile sorge a lato dell’oratorio, sul lato sinistro rispetto al presbiterio.

A pianta quadrata, con fusto parzialmente intonacato, presenta una cella campanaria in pietra a vista con quattro monofore, una copertura a quattro spioventi in coppi con croce in ferro sulla sommità e quattro pinnacoli negli angoli.
Il concerto campanario collocato nella torre è composto da 3 campane in Re4 montate alla veronese e suonabili manualmente. Questi i dati del concerto:
1 – RE4 - peso 143 kg - Fusa nel 1937 da Cavadini di Verona
2 – MI4 - peso 101 kg – Fusa nel 1937 da Cavadini di Verona
3 – FA#4 –peso 69 kg - Fusa nel 1937 da Cavadini di Verona.